# Кавтелашвили, Дуглас Петрович
Дуглас Петрович Кавтелашвили (20 июня 1947, Хашури — 24 февраля 2019, Кутаиси) — советский грузинский футболист и регбист, позже футбольный и регбийный тренер. Известен по играм за регбийные клубы «Динамо» (Кутаиси) и «Локомотив» (Тбилиси); тренировал регбийные клубы «Торпедо» и «Айя» Кутаиси, а также сборные СССР и Грузии. Заслуженный тренер Грузии (футбол и регби).

## Биография
Окончил среднюю школу Кутаиси, увлекался игрой в футбол за команду «Торпедо» из Кутаиси. Выступал за кутаисскую команду мастеров «Динамо», тбилисский «Локомотив» и нальчикский «Университет» на позиции восьмого, являлся бьющим, что считалось необычным для игрока 3-й линии. Был капитаном и играющим тренером кутаисского «Динамо»; как игрок и капитан пользовался огромным авторитетом. По словам корреспондента «Советского спорта» Г. Ларчикова, был мужественным во всех отношениях: однажды, столкнувшись возле загородной базы «Торпедо» с ядовитой змеей, спокойно её обезвредил. Нападающий кутаисского «Торпедо» Александр Квернадзе даже предсказал, что такой игрок сможет руководить и футбольной командой. Также играл за ветеранскую команду ДСК.
После игровой карьеры Кавтелашвили был тренером по воспитательной работе и начальником кутаисской футбольной команды «Торпедо», которая под руководством Кавтелашвили вышла в Высшую лигу СССР. В 1986—1995 годах тренировал кутаисскую команду «Айя» (она же «Строитель», она же «Мшенебели»), в составе которой выиграл три чемпионства СССР и два Кубка СССР с 1987 по 1990 годы (в эти годы был оформлен «золотой дубль»); в 1990, 1991 и 1995 годах становился чемпионом Грузии. Начальник сборных СССР по регби в 1988—1990 годах. В 1994—1995 годах — главный тренер сборной Грузии, который заложил основу для успешных выступлений в 2000-е и 2010-е годы. Позже — тренер-консультант сборной России, наставник московского «Спартака» («Спартак-ГМ») и «Новокузнецка». До конца жизни был президентом клуба «Баграти».
Сын — Георгий Виноградов, регбист и игрок в регбилиг; известен по играм за сборную России по регбилиг и за клуб «Слава-ШВСМ»; аспирант Всероссийского научно-исследовательского института документоведения и архивного дела.

## Мнения
- Юза Кацитадзе, спортивный журналист:

Дуглас Кавтелашвили — это колорит Кутаиси, это человек с феноменальным талантом, он внес огромный вклад в развитие грузинского спорта, его имя золотыми буквами войдет в историю регби. Он был не только гениальным тренером, но и прекрасным организатором, внимательным человеком, его уважали и ценили во многих странах. В конце 1980-х годов он несколько лет был членом тренерского штаба сборной СССР по регби: это не случайно, он был признанным и авторитетным специалистом. Под его руководством сборная Грузии в 1994—1995 годах добилась очень хороших результатов. Думаю, что имя Дугласа будет увековечено в Грузии как прекрасного тренера по регби, как отличного организатора в сфере футбола. Кстати, Дуглас — единственный специалист, который удостоен звания «Заслуженный тренер Грузии» как в регби, так и в футболе.

- Дито Тедошвили, игрок клубов «Айя» и «Гелати», тренер ряда датских клубов:

Дуглас Кавтелашвили был не только тренером, он прививал нам тогда понятия справедливости, человеческой дружбы, взаимопомощи, внимания. Это был великий тренер и педагог, он навсегда останется в памяти спортсменов и поклонников спорта.